# Pouteria putamen-ovi
Pouteria putamen-ovi là một loài thực vật thuộc họ Sapotaceae. Loài này có ở Brasil và Peru.